# Macrina l'Anziana
Macrina l'Anziana (Cesarea in Cappadocia, 270 circa – 340) è stata la nonna paterna dei santi Basilio Magno, Gregorio di Nissa, Pietro di Sebaste e Macrina la Giovane, nonché madre e suocera, rispettivamente, dei santi Basilio ed Emmelia; in virtù della grande fede dimostrata, le Chiese cristiane la considerano santa.
Viene ricordata con l'appellativo di Anziana per distinguerla dalla nipote Macrina la Giovane.

## Agiografia
Poco si conosce di questa santa, tranne quello che succintamente viene raccontato dai nipoti. Durante la persecuzione di Galerio, gli avi di Basilio, discepoli di Gregorio Taumaturgo, vescovo di Neocesarea nel Ponto, furono profughi sulle montagne del Ponto per circa sette anni, sopportando grandi disagi. Il marito venne ucciso; rimasta vedova fu molto influente sui nipoti, con la sua forte fede.

## Culto
Il suo culto non è conosciuto nell'antichità, tuttavia il suo nome fu inserito dal Baronio nel Martirologio Romano e la Chiesa la festeggia il 14 gennaio.